# Themus tsushimensis
Themus tsushimensis là một loài bọ cánh cứng trong họ Cantharidae. Loài này được Sato & Ishida miêu tả khoa học năm 1982.